# Ærø Provsti
Ærø Provsti var et provsti i Fyens Stift. Provstiet blev 1. juni 2011 lagt sammen med Langelands Provsti og danner nu Langeland-Ærø Provsti.
Provstiet udgjorde indtil 1. januar 2006 Marstal Kommune og Ærøskøbing Kommune, der nu er slået sammen til Ærø Kommune.
Ærø Provsti bestod af 6 sogne med 7 kirker, fordelt på 4 pastorater.

## Pastorater
| Pastorater i Ærø Provsti      | Pastorater i Ærø Provsti | Pastorater i Ærø Provsti |
| ----------------------------- | ------------------------ | ------------------------ |
| Ærøskøbing-Tranderup Pastorat | Bregninge-Søby Pastorat  | Marstal Pastorat         |
| Rise Pastorat                 |                          |                          |

## Sogne
| Sogne i Ærø Provsti | Sogne i Ærø Provsti | Sogne i Ærø Provsti |
| ------------------- | ------------------- | ------------------- |
| Bregninge Sogn      | Marstal Sogn        | Rise Sogn           |
| Søby Sogn           | Tranderup Sogn      | Ærøskøbing Sogn     |